# Chelonus subabditus
Chelonus subabditus är en stekelart som först beskrevs av Vladimir Ivanovich Tobias 2000.  Chelonus subabditus ingår i släktet Chelonus och familjen bracksteklar. Inga underarter finns listade i Catalogue of Life.